# 엔리케 에르난데스
엔리케 호세 에르난데스 곤살레스(스페인어: Enrique José Hernández González, 1991년 8월 24일 ~ )는 "키케" (Kike)로 알려진 푸에르토리코 출신의 메이저 리그 베이스볼 선수로서 로스앤젤레스 다저스를 위하여 유틸리티 플레이어로 활약하고 있다.  그는 또한 휴스턴 애스트로스, 마이애미 말린스와 보스턴 레드삭스를 위하여 활약하였다.
애스트로스는 2009년 메이저 리그 베이스볼 드래프트의 6번째 라운드에서 징집되었고 2014년 처음으로 메이저 리그로 소집되었다.  그는 자신이 외야수와 2루수에서 대부분의 시간을 보냈어도 메이저 리그에서 포수를 제외하고 모든 포지션을 활약하였다.  에르난데스는 다저스의 2020년과 2024년 월드 시리즈 우승 팀의 일원이었다.

## 어린 시절
푸에르토리코 토아 바하에서 피츠버그 파이리츠의 스카웃 엔리케 에르난데스 1세와 부티크의 소유인 모니카 곤살레스의 받아들로 태어났다.  그는 2명의 누이가 있었다.  그는 6세의 나이에 야구를 시작하였고 베네수엘라와 도미니카 공화국에서 국제 청소년 토너먼트들에 참가하였다.
에르난데스는 바야몬에 있는 미국 사관 학교에 있는 고등학교를 다녔다.  자신이 주니어 해에 5 피트 6 인치 (1.68m)의 키에 불구하고 그는 자신의 시니어 해 동안 5 인치 (130mm)나 자랐다.

## 프로 경력

### 휴스턴 애스트로스
2009년 메이저 리그 베이스볼 드래프트의 6번째 라운드에서 에르난데스를 징집하였다.  그는 15만 달러의 계약 보너스를 벌었다.  그해 그는 주로 2루수와 3루수를 맡았고 2010년 독점적으로 2루수로 활약하였다.
2014년 7월 1일 에르난데스는 처음으로 메이저 리그로 소집되었다.  같은날 그는 자신의 메이저 리그 데뷔를 하여 7번째 이닝에서 방어적 대체 선수로서 시애틀 매리너스를 상대로 경기에 들어가 자신의 첫 타수에서 그라운드 룰 2루타의 처음이었던 도미니크 레온에 2개의 안타를 수집하였다.  에르난데스는 이어진 날 매리너스의 크리스 영에 자신의 첫 홈런을 쳤다.  24개의 경기에서 그는 애스트로스를 위하여 .284/.348/.420 점을 쳤다.

### 마이애미 말린스
그해 7월 31일 애스트로스는 제이크 매리스닉, 콜린 모란, 프랜시스 마르테스와 보상 선수 지명을 위하여 에르난데스, 제러드 코자트와 오스틴 웨이츠를 마이애미 말린스로 이적시켰다.  9월 26일 말린스를 위하여 활약한 에르난데스는 메이저 리그에서 자신의 첫 경력 그랜드슬램을 위하여 워싱턴 내셔널스의 크레이그 스태먼에 9번째 이닝 그랜드슬램을 쳤다.  전체로서 에르난데스는  말린스를 위하여 18개의 경기들에 나와 .175/.267/.425 점 (40개의 타수에 7개의 안타)을 타구하였다.

### 로스앤젤레스 다저스

#### 2015년-2017년
12월 10일 에르난스는 댄 하렌, 디 고든, 미겔 로하스와 현금을 위한 교환에 크리스 해처, 오스틴 반스와 앤드루 히니와 더불어 에르난데스를 로스앤젤레스 다저스로 이적시켰다.  그는 AAA 오클라호마시티 다저스로 지정되었고 2015년 4월 28일 메이저 리그로 재소집되었다.  그는 2루수에 20개, 중견수에 19개, 좌익수에 17개, 유격수에 16개, 우익수에 2개 그리고 3루수에 1개의 경기들과 함께 필드 전체에 이용되었다.  8월에 에르난데스는 자신이 햄스트링 부상과 9월의 거의를 놓쳤어도 주요 출발 중견수로서 침체한 작 피더슨을 대체하였다.  2015년 그는 팀을 위하여 76개의 경기들에서 활약하여 7개의 홈런과 22개의 타점과 함께 .307/.346/.490 점을 타구하였다.  그해 그는 .423 점에 왼손잡이들을 상대로 타구 평균에서 전체의 메이저 리그 타자들 (60개 혹은 그 이상의 본루 출연)를 이끌었다.  시즌 동안 그는 자신의 유머 감각과 자신이 활약하지 않았었던 경기 동안에는 더그아웃에서 바나나 옷을 입은 것으로 알려졌다.
2016년 에르난데스는 덜 효과적이었으며 109개의 경기에서 7개의 홈런과 18개의 타점과 함께 .190/.283/.324 점 만을 타구하였다.  그는 플레이오프들의 첫 라운드를  위하여 명단에서 제외되었고 그해 내셔널 리그 챔피언십 시리즈에서 8개의 타수에 무안타였다.  
2017년 그는 투수 혹은 포수를 제외한 모든 포지션에서 최소한 하나의 이닝에서 활약한 동안 11개의 홈런과 37개의 타점과 함께 297개의 타수에서 .215/.308/.421 점을 타구하였다.  그해 내셔널 리그 디비전 시리즈에서 3개의 타수에서 하나의 안타와 2루타를 가졌다.  내셔널 리그 챔피언십 시리즈의 5번째 경기에서 그는 하나의 그랜드슬램을 포함한 3개의 홈런을 쳤고, 포스트시즌 경기에서 가장 많은 타점을 위항 기록을 묶는 데 7개의 득점이 되게 만들어 1988년 이래 처음으로 다저스를 월드 시리즈로 보내는 도움을 주었다.  월드 시리즈에서 그는 다저스가 애스트로스에게 7개의 경기들에서 패하면서 13개의 타수 (.231 평균)에서 3개의 안타를 가졌다.

#### 2018년-2020년
에르난데스는 시즌 후에 처음으로 연봉 조정을 위하여 자격이 있었고 2018년 1월 그해를 위하여 1년, 1천 6백만 달러의 계약을 맺었다.
7월 25일 에르난데스는 자신의 경력 사상 처음으로 경기에서 투수를 맡아 필라델피아 필리스를 상대로 16번째 이닝에 들어가 2명의 타자들을 볼넷과 3점 끝내기홈런을 내준 후 패배를 거두었다.  그는 내야수와 외야수에서 활약하고 같은 경기에서 3개 혹은 그 이상의 득점을 내주는 데 베이브 루스 이래 첫 포지션 선수이다.  그는 여태까지 끝내기홈런을 내주는 데 첫 포지션 선수이기도 하다.  시즌을 위하여 그는 .256/.336/.470 점을 타구하여 경력 사상 21개의 홈런과 52개의 타점을 쳤다.  포스트시즌에서 그는 애틀랜타 브레이브스를 상대로 내셔널 리그 디비전 시리즈에서 12 대 2, 밀워키 브루어스를 상대로 내셔널 리그 챔피언십 시리즈에서 14 대 1, 그리고 하나의 홈런과 함께 보스턴 레드삭스를 상대로 2018년 월드 시리즈에서 15 대 2였다.
2019년 4월 19일 에르난데스는 숫자가 0 대 2였을 때 조시 하더에 홈런을 치는 데 첫 선수가 되었다.  브루어스의 투수는 이전적으로 82명의 타자들에 0 대 2로 올라갔고 그들을 .049의 타구 평균으로 유지하였다.  8월 22일 에르난데스는 토론토 블루제이스를 상대로 팀의 3 대 2 우승에 자신의 첫 끝내기안타를 쳤다.  그는 17개의 홈런과 경력 사상 62개의 타점과 함께 .237/.304/.411 점을 타구하여 시즌을 끝냈다.
2020년 시즌에 대비하여 에르난데스는 1년, 5천 9백만 달러의 계약과 동의하여 연봉 조정을 피하였다.  7월 23일 에르난데스는 샌프란시스코 자이언츠를 상대로 오프닝 데이 8 대 1의 우승에서 5개의 득점을 기록하였다.  다저스의 코로나 19 범유행으로 짧아진 2020년 시즌 동안 그는 48개의 경기에서 활약하여 5개의 홈런과 20개의 타점과 함께 .230/.270/.410 점을 타구하였다.  그는 그해 내셔널 리그 디비전 시리즈에서 5개의 타수에 무안타였다.  내셔널 리그 챔피언십 시리즈의 7번째 경기에서 에르난데스는 6번째 이닝에서 경기를 묶은 솔로 홈런을 쳤다.  홈런과 함께 에르난데스는 승자독식의 포스트시즌 경기에서 경기를 묶거나 결승 홈런을 치는 데 첫 선수가 되었다.  전체로서 그는 4개의 안타 (그중에 2개는 홈런)와 함께 시리즈에서 14개의 타수를 가졌다.  그해 탬파베이 레이스를 상대로 월드 시리즈에서 다저스가 챔피언십을 우승하면서 10개의 타수에 2개의 안타를 가졌다.  
에르난데스는 2022년 6월 4일 등번호 4가 길 호지스에 의하여 영구 결번되기 전에 그 등번호를 입는 데 마지막 다저스 선수였다.

### 보스턴 레드삭스
2021년 2월 2일 에르난데스는 보스턴 레드삭스와 2년, 1천 4백만 달러의 계약을 맺었다.  그는 2루수에 또한 보였던 동안 레드삭스의 주요 중견수로서 시즌을 시작하였다.  5월 7일 에르난데스는 햄스트링 부상과 함께 10일간 장애자 명단에 놓였다.  10일 후에 그는 재활 과제에 우스터 레드삭스를 위하여 활약하였다.  팀 역사상 첫 그랜드슬램을 포함하여 경기에서 2개의 홈런을 쳤다.  이어진 날에 에르난데스는 메이저 리그로 복귀하였다.  그는 7월 19일부터 25일 동안 9개의 타점과 함께 .400 점을 친 후, "이번 주의 아메리칸 리그 선수"로 선정되었다.  에르난데스는 부상자 명단에 관련된 코로나 19 범유행에 있었던 이유로 8월 후순부터 9월 초순까지 몇몇의 경기들을 놓쳤다.  전체로서 정규 시즌 동안 에르난데스는 보스턴 레드삭스를 위하여 134개의 경기들을 활약하여 20개의 홈런과 60개의 타점과 함께 .250 점을 타구하였다.  그는 또한 11개의 포스트시즌 경기에 나와 20 루 49 타 (.408점)을 타구하였다.  10월 11일 에르난데스는 레드삭스를 아메리칸 리그 챔피언십 시리즈로 보내는 데 아메리칸 리그 디비전 시리즈의 4번째 경기에서 희생 플라이를 쳤다.  디비전 시리즈의 최종 3개의 경기와 챔피언십 시리즈의 첫 2개의 경기들이 열린 동안 에르난데스는 34개와 함께 5개 경기 플레이오프 기간에서 가장 많은 총루를 위하여 메이저 리그 베이스볼 신기록을 세웠으며 그것은 아무 5연속 경기에서 가장 많은 총루를 위하여 레드삭스 프랜차이즈 신기록을 세우기도 했다.
2022년 오프닝 데이를 위하여 에르난데스는 레드삭스의 출발 중견수였다.  그는 코로나 19 범유행으로 관련된 명단에 잠시 있었던 이유로 5월 6일의 경기를 놓쳤다.  6월 8일 그는 자신의 오른쪽 장요근 긴장으로 인하여 10일간 부상자 명단에 놓였다.  7월 23일 그는 60일간 부상자 명단으로 옮겨졌다.  8월 16일그는 팀에 재가입하였다.  9월 6일 레드삭스는 에르난데스가 2023년 시즌을 위하여 1년, 1천만 달러의 확장 계약을 맺었다는 것을 공고하였다.  2022년 시즌을 위하여 에르난데스는 6개의 홈런과 45개의 타점과 함께 .222 점을 타구한 동안 레드삭스를 위하여 93개의 경기들에서 활약하였다.  
2023년 시즌을 대비하여 장기적 유격수 산더르 호하르츠가 가버리면서 에르난데스는 레드삭스 팀에서 리더로서 나타났다.  그는 전직 다저스 동료 선수들 저스틴 터너와 켄리 잰슨을 레드삭스로 모집하는 것에 연루되었다.  보하르츠의 떠남과 트레버 스토르의 부상 둘다와 함께 에르난데스는 다가오는 오프닝 데이에 레드삭스의 출발 유격수로 지명되었다.  포지션에 시작한 46개의 경기들 후에 알렉스 코라 감독은 팀이 그를 포지션에서 옮기고 있었다는 것을 공고하이쎠다.  공고 당시 에르난에스는 14개의 실책과 함께 메이저 리그를 이끌었다.  하지만 레드삭스를 위하여 다수의 부상들은 곧 팀이 2루수에 어떤 출발 선수들은 물론 에르난데스를 그 포지션으로 도로 옮기도록 만들었다.  2023년 그는 레드삭스를 위하여 86개의 경기들에서 활약하여 6개의 홈런과 31개의 타점과 함께 .222 점을 타구하였다.

### 다저스와 두번째 병역
2023년 7월 25일 레드삭스는 닉 로버트슨을 위한 교환에서 에르난데스를 다저스로 돌려보냈다.  에르난데스는 자신이 떠났던 시간 처럼 등번호 8을 입는 것으로 돌아왔으며 이전 등번호 14는 길 호지스의 영예에 다저스에 의하여 영구 결번되었다.  다저스와 54개의 경기들에서 그는 5개의 홈런과 30개의 타점과 함께 .262 점을 쳤으며 또한 그해 내셔널 리그 디비전 시리즈에서 8개의 타수와 함께 3개의 안타를 가졌다.  시즌에 이어 그는 자유 계약 선수가 되었고 2월 26일 다저스와 1년, 4백만 달러의 재계약을 맺었다.  2024년 그는 126개의 경기들을 활약하여 맥스 먼시가 부상자 명단에 놓였던 동안 3루수에 자신의 시간의 대부분을 얻었어도 포수와 우익수를 제외한 모든 포지션에 나왔다.  그는 12개의 홈런과 52개의 타점과 함께 .229 점을 타구하였다.
2024년 포스트시즌에 에르난데스는 그해 내셔널 리그 디비전 시리즈에서 하나의 홈런과 함께 9개의 타수에서 3개의 안타, 내셔널 리그 챔피언십 시리즈에서 3개의 볼넷은 물론 하나의 홈런과 4개의 타점과 함께 24개의 타수에서 7개의 안타를 그리고 그해 월드 시리즈에서 18개의 타수와 함께 5개의 안타를 가졌다.  결승 5번째 경기에서 에르난데스는 게릿 콜에 안타와 함께 5번째 이닝을 이끌었고, 그러고나서 이닝에 있던 동안 2루와 3루에 던지고 그 이닝에서 다저스의 5점 복귀를 위한 무대를 세우는 데 득점할 수 있었다.  이후에 8번째 이닝에서 그는 다시 이닝을 이끄는 데 1루타를 치고 다저스가 결국적으로 그의 두번째 챔피언십을 위하여 우승했던 경기를 묶는 데 희생 플라이에 득점하였다.
2025년 2월 11일 에르난데스는 다저스와 1년, 6천 5백만 달러의 재계약을 맺었다.

## 국제 경력
에르난데스는 2017년 월드 베이스볼 클래식에서 푸에르토리코 야구 국가대표팀을 위하여 활약하면서 준우승을 거두었다.
2018년 10월 29일 그는 그해 메이저 리그 베이스볼 일본 올스타 시리즈에서 메이저 리그 베이스볼 올스타 팀의 일부를 형성하는 데 선발되었다.
2022년 10월 에르난데스가 이듬해 월드 베이스볼 클래식에서 다시 한번 푸에르토리코 국가 대표팀을 대표할 것이라고 공고되었다.  그는 푸에르토리코의 5개의 경기들에 .300 점을 타구하여 토너먼트에서 2개의 2루타와 4개의 타점을 추가하였다.  

## 연도별 타격 성적
| 연 도     | 소 속     | 경 기 | 타 석 | 타 수 | 득 점 | 안 타 | 2 루 타 | 3 루 타 | 홈 런 | 루 타 | 타 점 | 도 루 | 도 루 자 | 희 생 번 | 희 생 플 | 볼 넷 | 고 4 | 사 구 | 삼 진 | 병 살 타 | 타 율 | 출 루 율 | 장 타 율 | O P S |
| --------- | --------- | ----- | ----- | ----- | ----- | ----- | ------- | ------- | ----- | ----- | ----- | ----- | -------- | -------- | -------- | ----- | ---- | ----- | ----- | -------- | ----- | -------- | -------- | ----- |
| 2014년    | HOU       | 24    | 89    | 81    | 10    | 23    | 4       | 2       | 1     | 34    | 8     | 0     | 0        | 0        | 0        | 8     | 0    | 0     | 11    | 0        | .284  | .348     | .420     | .768  |
| 2014년    | MIA       | 18    | 45    | 40    | 3     | 7     | 2       | 1       | 2     | 17    | 6     | 0     | 0        | 0        | 0        | 4     | 0    | 1     | 10    | 1        | .175  | .267     | .425     | .692  |
| '14계     | MIA       | 42    | 134   | 121   | 13    | 30    | 6       | 3       | 3     | 51    | 14    | 0     | 0        | 0        | 0        | 12    | 0    | 1     | 21    | 1        | .248  | .321     | .421     | .742  |
| 통산：1년 | 통산：1년 | 42    | 134   | 121   | 13    | 30    | 6       | 3       | 3     | 51    | 14    | 0     | 0        | 0        | 0        | 12    | 0    | 1     | 21    | 1        | .248  | .321     | .421     | .742  |

- 2014시즌 종료 기준.